# Minami-Morimachi (métro d'Osaka)
Minami-morimachi (南森町駅, Minami-morimachi-eki) est une station du métro d'Osaka sur les lignes Sakaisuji et Tanimachi dans l'arrondissement de Kita à Osaka.

## Situation sur le réseau
La station Minami-morimachi est située au point kilométrique (PK) 1,3 de la ligne Sakaisuji, entre les stations Ogimachi et Kitahama, et au PK 13,1 de la ligne Tanimachi, entre les stations Higashi-Umeda et Temmabashi.

## Histoire
La station a été inaugurée le 24 mars 1967 sur la ligne Tanimachi. La station de la ligne Sakaisuji ouvre le 6 décembre 1969.

## Services aux voyageurs

### Accès et accueil
La station est ouverte tous les jours.

### Desserte
- Ligne Sakaisuji :
  - voie 1 : direction Tengachaya
  - voie 2 : direction Tenjinbashisuji 6-chome (interconnexion avec la ligne Hankyu Kyoto pour Kyoto-Kawaramachi ou la ligne Hankyu Senri pour Kita-senri)
- Ligne Tanimachi :
  - voie 1 : direction Yaominami
  - voie 2 : direction Dainichi

Installations et desserte
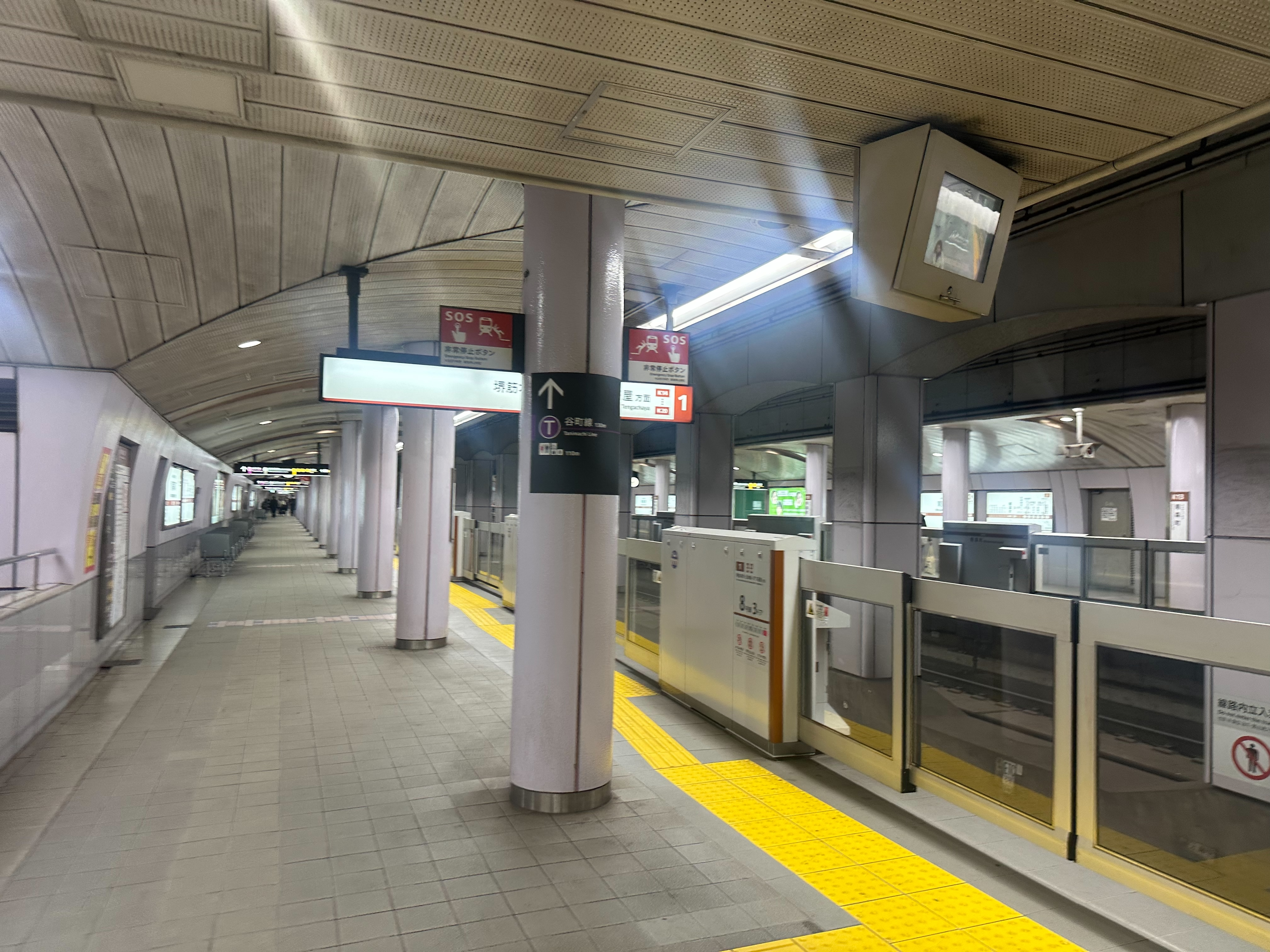
Vue des quais de la ligne Sakaisuji
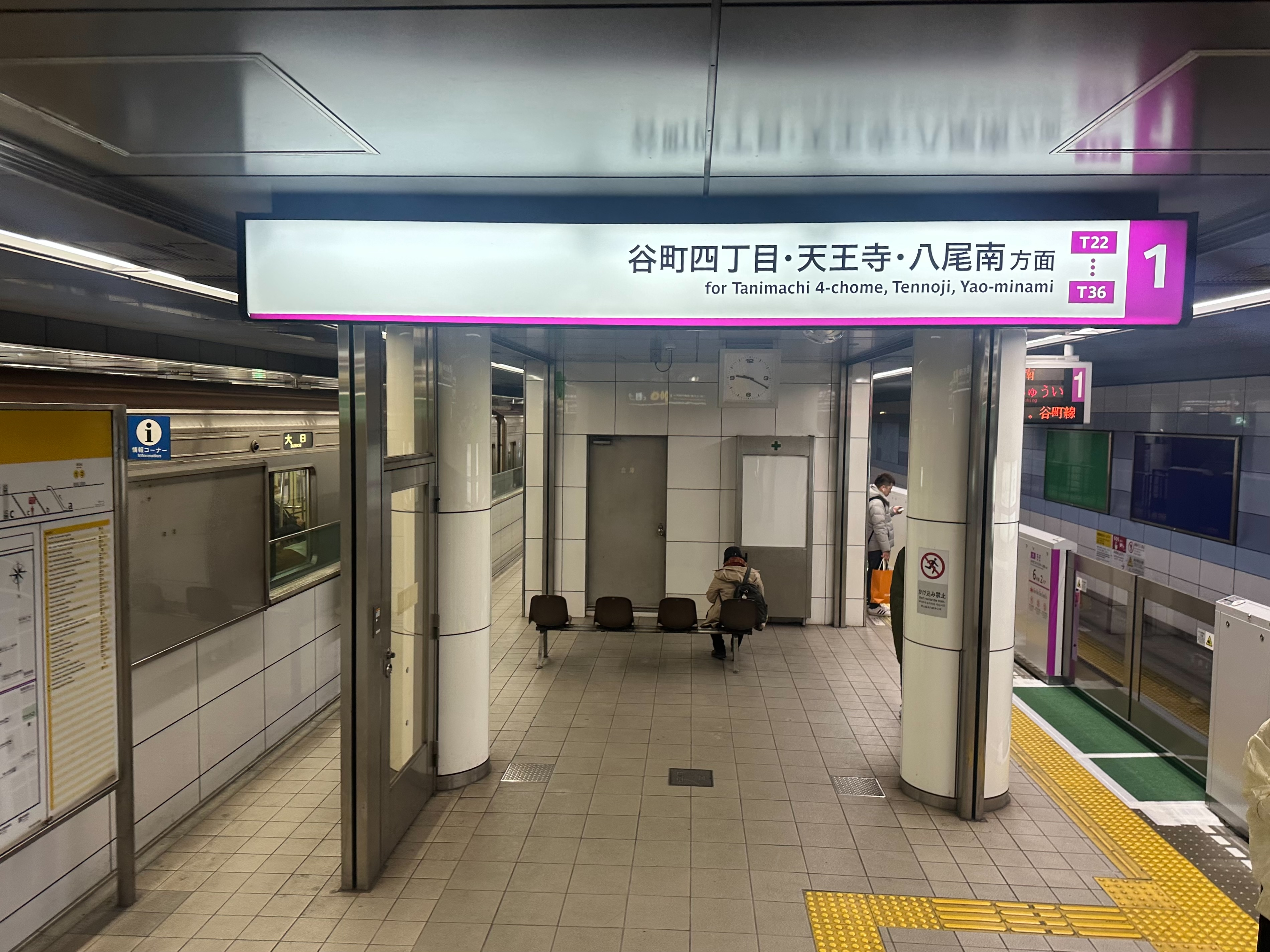
Vue d'un quai de la ligne Tanimachi

### Intermodalité
La gare d'Ōsakatemmangū (ligne JR Tōzai) est en correspondance avec la station.

## Dans les environs
- Sanctuaire Ōsaka Tenman-gū